# Haux (Pyrénées-Atlantiques)
Haux (baskisch Hauze) ist eine französische Gemeinde mit 85 Einwohnern (Stand 1. Januar 2022) im Département Pyrénées-Atlantiques in der Region Nouvelle-Aquitaine. Sie gehört zum Arrondissement Oloron-Sainte-Marie und zum Kanton Montagne Basque (bis 2015: Kanton Tardets-Sorholus). Die Einwohner des Ortes werden Hauztar genannt.
Nachbargemeinden sind: Laguinge-Restoue im Norden, Montory im Nordosten, Lanne-en-Barétous im Osten, Licq-Athérey im Westen und Sainte-Engrâce im Süden.

## Geschichte
Der Ortsname variierte über die Jahrhunderte: Hausa (13. Jahrhundert) und Hauns (1775)

### Bevölkerungsentwicklung

- 1962: 148
- 1968: 137
- 1975: 128
- 1982: 119
- 1990: 099
- 1999: 096
- 2008: 099

## Sehenswürdigkeiten
- Kirche Saint-Jean-Baptiste aus dem 12. Jahrhundert
- Mühle aus dem 17. Jahrhundert